# Daram
Daram ist eine philippinische Stadtgemeinde in der Provinz Samar. Sie hat 42.879 Einwohner (Zensus 1. August 2015).

## Baranggays
Daram ist politisch in 58 Baranggays unterteilt.
| - Arawane - Astorga - Bachao - Baclayan - Bagacay - Bayog - Birawan - Betaug - Bono-anon - Buenavista - Burgos - Cabac - Cabil-isan - Cabiton-an - Cabugao - Calawan-an - Cambuhay - Candugue - Canloloy - Campelipa | - Cansaganay - Poblacion 3 (Canti-il) - Casab-ahan - Guindapunan - Guintampilan - Iquiran - Jacopon - Losa - Mabini - Macalpe - Mandoyucan - Mongolbongol - Marupangdan - Mayabay - Nipa - Parasan - Poblacion 1 (Hilaba) - Poblacion 2 (Malingon) - Pondang | - Poso - Real - Rizal - San Antonio - San Jose - San Miguel - San Roque - Saugan - So-ong - Sua - Talisay - Tugas - Ubo - Valles-Bello - Cagboboto - Lucob-lucob - San Vicente - Sugod - Yangta |